# Egyetemes Philologiai Közlöny
Egyetemes Philologiai Közlöny (1. évf. 1877–71. évf. 1948) : nyelv- és irodalomtudományi folyóirat.  (rövidítése: EPhK) (Helytelen címvariánsai: Egyetemes Philológiai Közlöny és Egyetemes Filológiai Közlöny.)
Alapításakor és az azt követő évtizedben közreadója a Budapesti Philologiai Társaság, 1879-től az MTA Nyelvtudományi Bizottsága. Székhely: Budapest. Periodicitás: évente tíz szám, az 1930-as évek közepén havonként jelent meg, 1945-ben szünetelt.

## Tartalma
Nyelv- és irodalomtudományi értekezéseket és közleményeket tartalmaz. Az első évtizedekben a klasszika-filológiai témák kerültek túlsúlyba, majd a korszak jeles nyelvtudósai, néprajz- és történelemtudósai, a magyar és világirodalom filológusai publikáltak benne, köztük Sebestyén Gyula, Szinnyei József és Turóczi-Trostler József.

## Szemlélete
A korai évtizedeket a pozitivista szemlélet jellemezte, de később teret nyert a szellemtörténeti irányzat is.

## Jogutódja
- Filológiai Közlöny 1. évf. 1955-

## Állományadatok[1]
1.1877:1-10; 2.1878:1-10; 3.1879; 4.1880:1-10–7.1883:1-10; 8.1884; 9.1885:1-10; 10. 1886; 11.1887:1-1058.1934:1-10; 59.1935:1-12–62.1938:1-12; 63.1939:1-3; 64.1940:1-2; 65.1941:1-3–67.1943:1-3; 68.1944:1; 69.1946–71.1948;

## Szerkesztők
- Ponori Thewrewk Emil; Heinrich Gusztáv (1879–1891)
- Némethy Géza; Petz Gedeon (1892–1901)
- Katona Lajos (1902–1905)
- Császár Elemér; Láng Nándor (1906–1913)
- Bleyer Jakab; Láng Nándor (1914–1922)
- Förster Aurél; Thinemann Tivadar (1923)
- Koszó János; Förster Aurél (1924–1925)
- Kerényi Károly; Koszó János (1926–1934)
- Huszti József; Eckhardt Sándor; Györkösy Alajos (1935–1948)

## Jeles munkatársaiból
- Szántó Zsigmond